# Leto
Leto (greacă Λητώ, etimologie disputată) este în mitologia greacă fiica titanului Keos și a zeiței Febe. Este o zeiță cu o funcție maternă; este foarte blândă, tăcută și rezervată și-și iubește copii. Apare rar în mituri, și preponderent ca un personaj minor, dar este adesea capabilă să influențeze deciziile lui Zeus. De aceea cei mai mulți zei o tratează cu grijă.
În mitologia romană este numită Latona. 

## Etimologie
Au fost prezentate mai multe explicații pentru originea zeiței și semnificația numelui ei. Surse mai vechi au speculat că numele este legat de λήθη transliterat lḗthē, lit. „uitare” și λωτός, transliterat lotus, care în opera greacă reprezintă un fruct care aduce uitare celor care îl mănâncă. Concluzia acestora este că semnificația numelui este „cea ascunsă”. Conform Platon, Socrate consideră că numele ei se trage de la blândețea ei (leion, lêthô) sau de la faptul că este serviabilă (ethelêmôn).
Conform surselor din secolul XX, Leto este în mod tradițional derivat din cuvântul lician lada, însemnând „soție”, având în vedere că cea mai veche urmă a cultului lui Leto a fost descoperită acolo. Acest cuvânt ar putea sta de asemenea la rădăcina numelui Leda. Alții învățați (Paul Kretschmer, Erich Bethe, Pierre Chantraine și R. S. P. Beekes) au sugerat o origine pre-greacă.

## Caracteristici

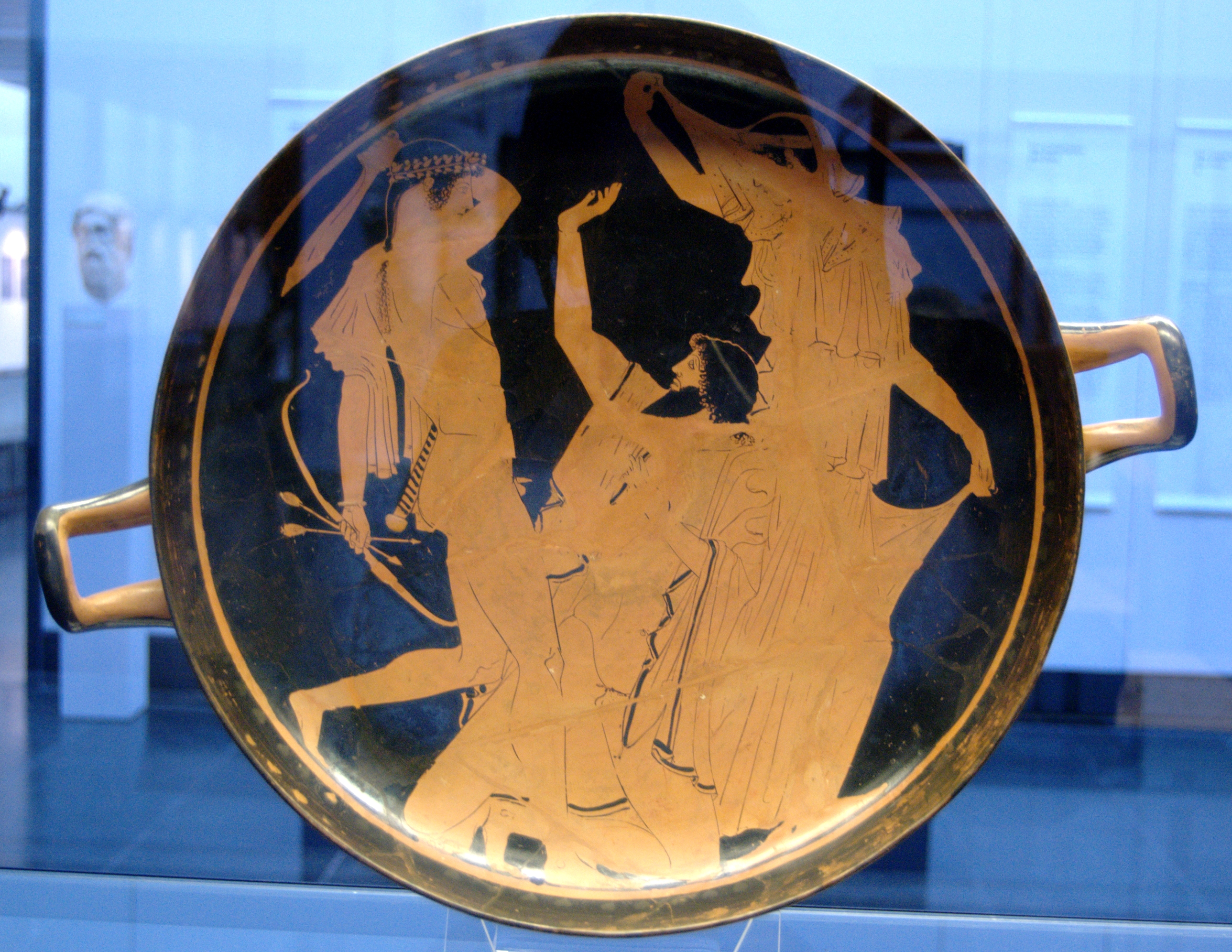
Apolo, Titius și Leto, ridicându-și vălul, ceramică pictată

Leto este adesea adresată cu epitetele Coeis (Κοιηις) „fiica lui Coeus”, Coeogeneia (Κοιογενεια) și Coeogenes (Κοιογενης) „născută din Coeus”, și, în Creta, Fistia (Φυστιη) „cea care grefează”.
În literatură, este asociată cu maternitatea, mama zeiței Artemis și a zeului Apolo. Leto face parte dintr-o generație mai veche de zei, având probail rădăcini pre-elenistice. În mitologie, acest lucru este reprezentat de părinții ei, titani. Mai mult, Leto mai apare în literatură cu epitetul Chryselakatos, acest epitet însemnând „(cea) a fusului de aur”, un epitet pe care Homer îl folosește și pentru Artemis. S-a sugerat că acest simbol reprezintă o legătură între cultul lui Leto și cultul pre-elenistic al Marii Mame, altă zeiță a maternității venerată în Anatolia.
Pe vazele grecești, aceasta apare acompaniată de unul sau ambii ei copii, sau ridicându-și vălul, într-un semn de modestie.
Animalele ei sacre sunt cocoșul, a cărui prezență se credea că face travaliul mai ușor, și mangusta, care reprezenta ambele sexe.

## Mitologie
Titanida lunii Febe s-a unit cu Keos și a dat naștere lui Leto și Asteriei.

### Sarcina lui Leto
Zeus s-a îndrăgostit de frumusețea zeiței și aceasta a rămas însărcinată. De gelozie Hera i-a interzis să nască pe pământ ferm sau, în alte versuni, într-un loc atins de lumina soarelui. Unele versiuni spun că ar fi trimis monștrii htonici, printre care balaurul Python să o vâneze. Leto a călătorit mult fără să poată naște. Transformată în lupoaică s-a dus în Licia, atunci numită Tremilis, și a rebotezat-o în onoarea lupilor (greacă λύκος, transliterat: lýkos) care au ajutat-o. În cele din urmă s-a ascuns în insula „care umblă” Delos, pe care Poseidon o scosese la iveală.
Mâniată de soluția zeului, Hera și-a luat fiica, Ilitia, ocrotitoarea femeilor care nasc, și a ascuns-o într-un nor. Ca urmare, travaliul lui Leto a durat nouă zile și nouă nopți. Până la urmă Iris, mesagera zeilor, a găsit-o, a adus-o și astfel a putut Leto să dea naștere gemenilor: Apollo și Artemis.

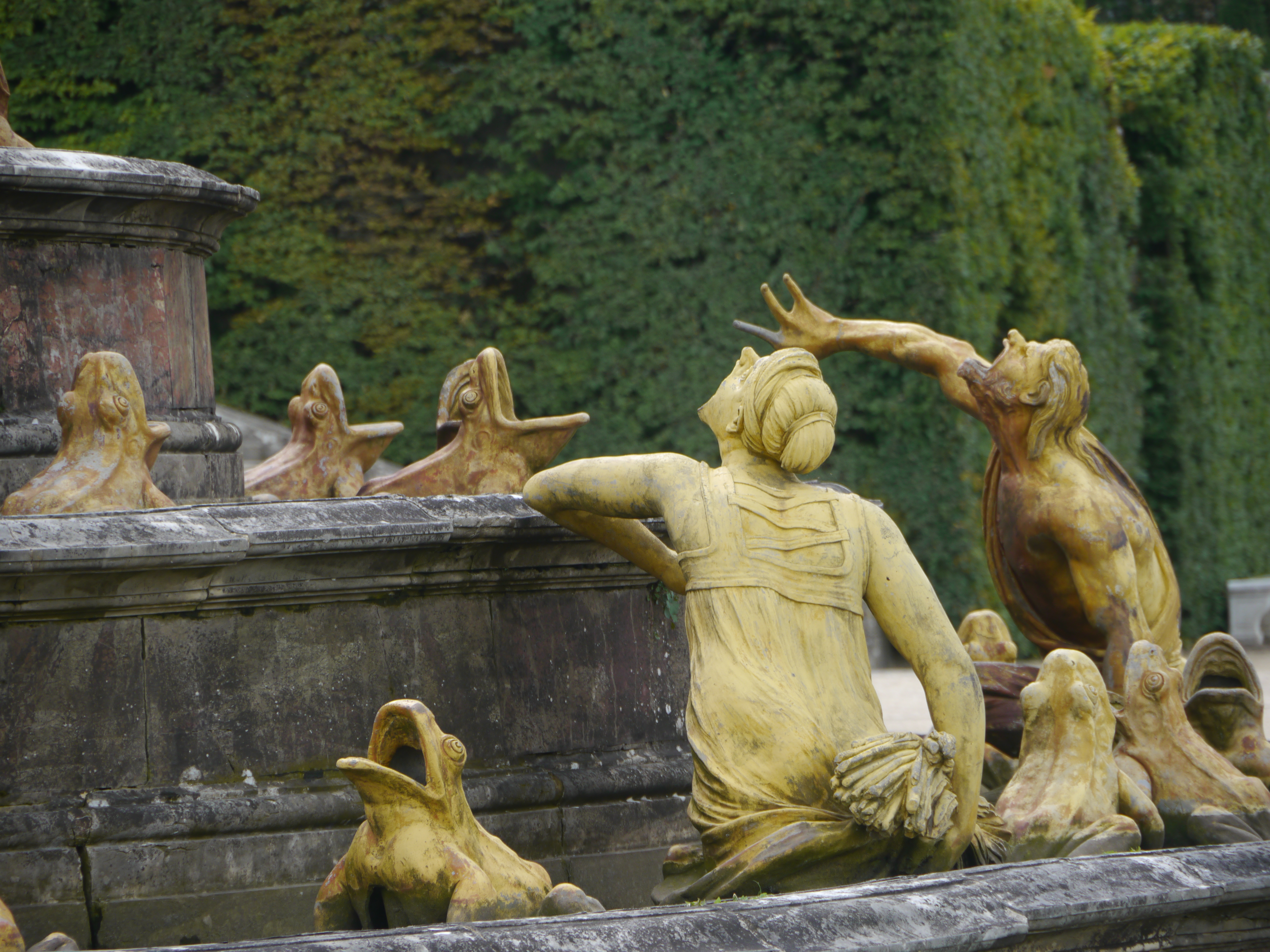
Localnicii licieni transformându-se, în Fântâna Latonei la Palatul Versailles

### Țăranii licieni
După ce dădu naștere gemenilor, Leto merse în Licia, unde se opri să bea apă dintr-un lac. Localnicii o opriră, tulburând apa cu noroi. Pentru lipsa lor de ospitalitate, Leto îi transformă în broaște, blestemați să stea mereu în mocirlă. Acest episod deveni foarte popular printre pictori și sculptori în sec. XVI și sec. XVII.

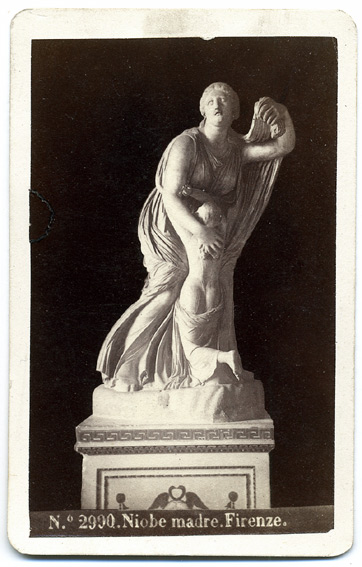
Niobe, mama de Giorgio Sommer

### Sfidarea Niobei
Regina Tebei, Niobe, fiica lui Tantal și soția lui Amfion, era foarte mândră de soțul ei iubitor și de numeroșii ei copii. Aceasta a declarat că este mai presus de zeiță, care avea numai doi, și aceștia cu un amant nestatornic. Mâniată de trufia reginei, Leto le-a spus totul gemenilor, care au ucis toți copiii Niobei: Apollo, băieții, și Artemis, fetele. Apoi Niobe a fost transformată în stană de piatră și lăsată pe muntele Sipilos; dar de la amar, ochii ei continuă să lăcrimeze. Lacrimile ei sunt obârșia râului Achelous.
„acuma-i pe-o culme de stânci, pe pustiul / Munte Sipilos, pe unde se zice că este adăpostul / Zânelor, care se-nșiră la horă pe lâng-Aheloos; / Ea împietrită-și-ndură osânda ce-i deterã zeii.”—Iliada, traducerea Murnu
În funcție de sursă, Niobe avea fie șase băieți și șase fete, fie șapte, fie cinci, fie cinci în total. În funcție de sursă, un băiat și o fată, Amiclas și Melibeea, fură cruțați. Văzându-și frații și surorile uciși, fata păli permanent de teroare și de atunci se numi Chloris („cea verde”). Conform Fabule, zeii au salva-o deoarecea avea să se căsătorească cu Neleu, fiul lui Poseidon cu Tiro, și întemeietorul cetății Pilos, și să dea naștere eroului argonaut Nestor. Foarte respectat pentru vârsta sa înaintată, se spune că acesta a trăit atâția ani cât le răpise Apolo fiilor Niobeei.
Puține versiuni complete ale acestui mit s-au păstrat, dar versiunile mai complexe par să o asocieze pe Niobe cu mama umanității. Similaritatea tematică este puternică, dar teoria se bazează pe o greșeală de omonimie, care o asociază pe Niobe fiica lui Tantal, cu Niobe, fiica lui Foroneu și a unei nimfe, prima femeie muritoare.

### Diverse
- Apolo, supărat că Zeus trăznise pe Asclepios, ucise ciclopii, care-i făuriseră fulgerele. Zeus l-ar fi aruncat în Tartar (mitologie|Tartar]], dar la rugămintea lui Leto l-a obligat să trăiască timp de un an ca un simplu salahor,[6]  clădind zidurilor Troiei.
- Carneios, fiul lui Zeus cu Europa, fu crescut de Leto și Apolo.[6]
- Clinis vru să sacrifice măgari, o ofrandă neobișnuită care-l mânie pe Apolo. Acesta blestemă măgarii cu nebunie și aceștia atacară oamenii. La rugămintea lui Leto, Apolo îl salvă pe Clinis, transformându-l pe el și pe companionii lui în diferite păsări.[6]
- Enea în războiul troian, este salvat de Apolo și lecuit de Leto.[15]
- Galateea, o femeie însărcinată din Festus, Creta, știa că soțul ei, Lampros, va accepta să crească doar un băiat. Când născu și văzu că era o fată, o înfășă, îi dădu numele Lucipe și o crescu ca pe un băiat. Cu timpul, fata deveni nemaipomenit de frumoasă și, realizând că nu va mai putea ascunde pentru multă vreme adevărul, Galateea se rugă la zeiță, căreia i se făcu milă și schimbă sexul fetei.[6] Orion, cu sabie și arc

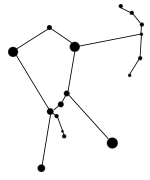
Orion, cu sabie și arc

- Orion, în unele versiuni, ajunse o constelație pe cer la rugămintea lui Leto.[6]
- Prometeu fu eliberat de Heracle deoarece Zeus fu mișcat de rugămințile lui Leto.[6]
- Tifon atacă Olimpul și toți zeii, mai puțin Zeus și Atena, se transformară în animale și fugiră în Egipt. Apolo se transformă într-un șoim, Artemis într-o pisică și Leto într-un șoarece,[16] probabil o referire la zeii egipteni Horus, Bastet și Wadjet.[6]
- Titias era un fiu gigant al lui Zeus și al muritoarei Elara, crescut în sânul Gaiei. Acesta încearcă să o violeze pe Leto, în drum spre Delfi, dar Apolo îl săgetă. În Infern, acesta era întins de mâini și de picioare și, asemenea lui Prometeu, vulturi veneau să-i mănânce ficatul în fiecare zi, care se regenera noaptea.[17]

## Cultul lui Leto

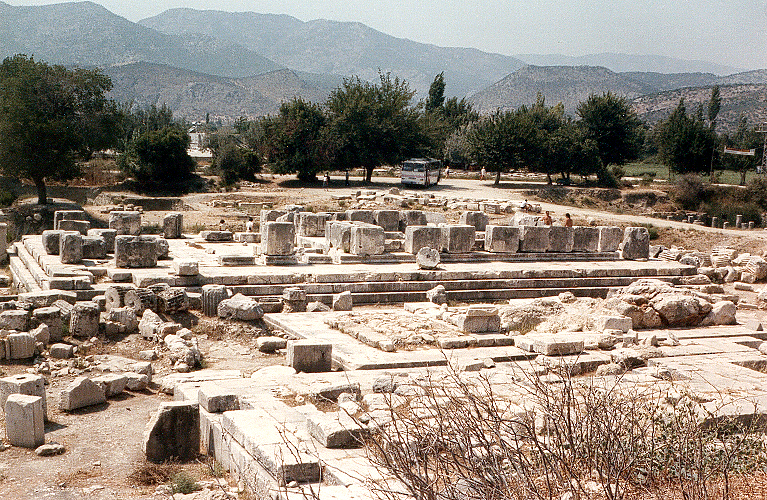
Templul lui Leto, Artemis și Apolo, Letoon în Licia, Turcia

Templele lui Leto se numeau în general Letoion (Λετωιον). Fistia (Εκδυσια) „cea care grefează”, este un epitet cu care este venerată în Creta. Festivalul ei de acolo se numea Ecdisia (Φυστιη). Leto era venerată, adesea în conjuncție cu Artemis și Apolo, în:
- Amfigeneia[19]
- Arcadia: la Matineia
- Argolida,[20] unde, alături de Hera, veghea asupra nașterilor, iar femeile le adresau rugăciuni în timpul travaliului. În sanctuarul din orașul Argos apare alături de statuia unei fecioare care se crede a fi Chloris, fiica Niobeei.[14]
- Atica: Zoester[18]
- Beoția: în Tanagrar[18]
- Într-un luminiș lângă Calinda, oraș antic din Caria[21]
- Creta: Festus[18]

- În Delos, alături de copiii ei, unde avea un templu situat lângă cel al lui Apolo[18]
- Focida: Delphi, Kirra[18]
- Lacedemon: în Sparta și Therae[18]
- Lesbos[18]
- În Lete, în Macedonia antică
- În Licia,[22] principalul ei templu, numit Letoon (greacă Λητώον), se afla lângă orașul antic Xanthe, în Licia, în sud-vestul Turciei.
- Lidia: sanctuarul Ortigia și satul Latoreea, lângă Efes, în Ionia[18]
- În Megara[23]
- Rodos: Artemision, Piscos[18]

## În artă și ficțiune

### Pictură
Episodul mitologic cu localnicii licieni a devenit un subiect popular pentru pictorii manierismului nordic în sec. XVI și sec. XVII.

### Sculptură
- Fântâna arteziană a zeiței Latona, reprezentând zeița protejându-și copiii Apollo și Diana împotriva țăranilor din Licia (1665) statuie de Gaspard Marsy, în grădina Palatului Versailles. Statuia poate fi interpretată ca imagine de Anne Austria apăra Ludovic al XIV-lea și fratele său Filip împotriva frondeurs.[25]
- Leto și copiii ei Apollo și Diana (1874) grup statuar sculptat de William Henry Rinehart (1825-1874), la  Muzeul Metropolitan de Artă din New York.

### Film și televiziune
- 2001: în episodul „Minotaurul” din serialul MythQuest, a fost jucată de Reba Hanes
- 2008: în muzicalul Rome in a Day, de Elizabeth Ritter